# Cécile Hemmen
Pour les articles homonymes, voir Hemmen (homonymie).
Cécile Hemmen, née le 6 novembre 1955 à Luxembourg-Ville (Luxembourg), est une journaliste et femme politique luxembourgeoise, membre du Parti ouvrier socialiste luxembourgeois (LSAP).
Elle est assermentée en tant que bourgmestre de la commune de Weiler-la-Tour en date du 26 octobre 2011.
À la suite des élections législatives du 20 octobre 2013, Cécile Hemmen fait son entrée à la Chambre des députés en date du 5 décembre 2013 et en remplacement d'Etienne Schneider.
Le 26 octobre 2018, Cécile Hemmen démissionne dans sa fonction de bourgmestre. Dans un communiqué adressé au Grand-duc, elle explique que : « Suite aux insinuations et autres provocations d’ordre politique ayant précédé les élections complémentaires — concernant deux sièges au conseil communal —, je refuse de consumer mon énergie pour parer à des confrontations purement politico-politiciennes »,. Le conseil communal de Weiler-la-Tour désigne le 19 novembre 2018 Vincent Reding (CSV) au poste de bourgmestre. Bob Wagner et Andrée Colas sont ses échevins. Quant à Cécile Hemmen, elle reste membre du conseil communal.